# Рентгенотехника
Рентгеноте́хника это область в науке и технике связанная с получением и использованием рентгеновского излучения, а также способами защиты от него.

## История открытия рентгеновских лучей
В конце 1895 года немецкий физик Вильгельм Конрад Рёнтген открыл катодные лучи, названные впоследствии рентгеновскими.

## Области применения рентгенотехники
Приборы и аппараты использующие рентгеновское излучение в настоящее время широко распространены и используются в следующих областях:
- В медицине и ветеринарии — для диагностики организма человека или животных.
- Для обнаружения скрытых металлических предметов (таможенный досмотр, досмотр на некоторых предприятиях и др).
- В дефектоскопии — поиск скрытых дефектов в изделиях из металлов и керамики, в сварных швах и др.
- В науке:
  - рентгеноструктурный анализ — изучение кристаллической структуры вещества.
  - рентгеноспектральный анализ — инструментальный метод элементного анализа.
- В радиохимии — для ускорения реакций (рентгеновский катализ) и др.